# Иаков Отшельник
Иа́ков Отше́льник, или Иа́ков Отхо́дник (др.-греч. Ἰάκωβος ὁ Ἀναχωρητὴς; IV век — после 456 года) — христианский подвижник, сирийский пустынник, преподобный.
Сведения о жизни Иакова сообщает Феодорит Кирский в 21 главе своей книги «История боголюбцев», лично его знавшим. Иаков был учеником Зевина и Марона. Зевин облачил Иакова во власяницу. Вначале Иаков подвизался в небольшой келье, а после удалился на холм, находящийся в 30 стадиях к востоку от города Кира. Таким образом, считает Феодорит, Иаков превзошёл своего учителя Марона; поскольку последний жил, имея крышу над головой; Иаков же жил под открытым небом. Иаков Отшельник переносил все изменения погоды. Во время одной из тяжёлых болезней желудка у Иакова Феодорит, ухаживая за ним, обнаружил на теле у подвижника тяжёлые железные вериги. Другая болезнь привела Иакова на грань жизни и смерти. Когда Иаков лежал и, казалось, уже умирал, множество людей собралось отовсюду, чтобы «завладеть» его телом. Но жители ближайшего города стеклись к умирающему подвижнику (как воины, так и люди простые, одни в полном вооружении, а другие, захватив какое попало оружие). Они стали размахивать оружием, бросать дротики и метать камни, но не для того, чтобы умертвить других людей, а чтобы устрашить и прогнать чужаков, что удалось сделать. После этого они положили тело Иакова на ложе и принесли в город. По дороге Иаков лежал без чувств и не шевелился, даже когда некоторые деревенские жители вырывали на память у него волосы. Тело Иакова оставили в монастыре при храме Святых Пророков. Феодорит поспешил из Верии, где в это время находился, к подвижнику. Придя к нему, Феодорит передал ему приветствие от великого Акакия. Иаков, лежавший неподвижно, вдруг открыл глаза и спросил, как дела у Акакия и когда Феодорит навещал последнего. После чего вновь закрыл глаза, а через три дня выздоровел. Единственной пищей Иакова была чечевица, смоченная в воде, и ту он вкушал вечером. Терпение Иакова было удивительно, он часто зимой по три дня и по три ночи проводил, лёжа лицом вниз и молясь Богу; снег засыпал его таким образом, что не видно было ни одного лоскута его одежды; соседи, разгребая наваливший снег заступами и лопатами, вытаскивали из-под него Иакова. Феодорит описывает чудотворения, совершённые Иаковом: вода, благословленная им, становилась целебной; при помощи молитвы он избавлял больных от лихорадки, изгонял бесов, воскресил ребёнка. Феодорит Кирский неоднократно прибегал к молитвенной помощи Иакова в борьбе с маркионитами. Ко времени написания книги «История боголюбцев» (444 или 445 год) Иаков жил под открытым небом в посте и молитве 38 лет. В 446—447 году Феодорит послал письма префекту Констанцию и патрицию Сенатору с просьбой об уменьшении части податей; Иаков присоединялся к этой просьбе. Некоторые люди построили большую гробницу для Иакова в соседнем селении, находящемся на несколько стадий от места его подвигов. Феодорит приготовил для него склеп в храме Святых Апостолов. Иаков, узнав об этом, настаивал на том, чтобы тело его надо похоронить на той самой горе, где он подвизался. Феодорит исполнитл его желание: повелел высечь гроб из камня и доставить его на гору. Каменный гроб портился от мороза, по этой причине над ним было сооружено небольшое строение. После того, как с согласия самого Иакова всё было сделано, он сказал: «Я не допущу, чтобы эта гробница называлась гробницей Иакова, но хочу, чтобы это был дом победоносных мучеников, а я, словно некий странник, удостоенный сожития с ними, пусть буду лежать в другом склепе». Иаков собрал, где возможно, частицы мощей многих пророков, апостолов и мучеников и положил их в одной гробнице, желая водвориться в сообществе святых и надеясь вместе с ними воскреснуть и увидеть Бога в будущей жизни. В богословских вопросах Иаков пользовался большим уважением. В 434 году император Феодосий написал письмо Симеону Столпнику, Варадату и Иакову Отшельнику с просьбой убедить епископа Феодорита Кирского примириться с соглашением между архиепископом Антиохийским Иоанном I и архиепископом Александрийским Кириллом. В 457 году император Лев I обратился к архиереям восточной части империи с предложением поддержать постановления Халкидонского собора, а также признать легитимность архиепископа Александрийского Тимофея II Элура; в списке имен архиереев, отвергших последнее, обозначено имя Иакова Отшельника. Иаков претерпел много вражеских наваждений: в течение десяти дней лукавый не давал ему вкушать пищу, в другой раз подвижник долго страдал от жажды. Во время жизни Иаков видел божественные видения. Он мирно умер. В честь Иакова Отшельника был построен монастырь на Кафр-Рахима.